# Hugo Bettauer
Maximilian Hugo Bettauer (Baden bei Wien, 1872. augusztus 18. – Bécs, 1925. március 26.) termékeny osztrák író és újságíró volt, akit a náci párt egyik híve gyilkolt meg az antiszemitizmussal szembeni ellenállása miatt. Életében jól ismerték; sok könyve bestseller volt, és a 20-as években számos filmet is készítettek, ezek közül a legjelentősebb a Die freudlose Gasse (A bánatos ucca, rendezte: Georg Wilhelm Pabst, 1925), amely a prostitúcióval foglalkozott, és a Die Stadt ohne Juden (A város zsidók nélkül, rendező: Hans Karl Breslauer, 1924), szatíra az antiszemitizmus ellen.

## Élete
Maximilian Hugo Bettauer néven született Baden bei Wienben 1872. augusztus 18-án, a lembergi (Lviv) Arnold (Samuel Aron) Bettauer tőzsdeügynök és felesége, Anna (született Wecker) fiaként. Két nővére volt, Hermine (Michi) és Mathilde. 1887–88-ban Karl Krausszal a bécsi Stubenbastei Franz-Joseph-gimnázium negyedik osztályába járt. Krausnak egész életében a leghevesebb kritikusa volt.
16 évesen Bettauer megszökött otthonról, és Alexandriába utazott, ahonnan az osztrák konzul egyenesen visszaküldte.
1890-ben Bettauer áttért a zsidó hitről az evangélikus (Lutheránus) egyházba. Ugyanebben az évben csatlakozott a Kaiserjägerhez (birodalmi hegyi gyalogság) egyéves önkéntesként. A vallásváltás feltehetően azzal függött össze, hogy a nemesi státusszal nem rendelkező zsidó katonák gyakorlatilag lehetetlennek találták a katonai pályafutást, és megtérés céljából az evangélikus egyház előnyösebb volt, mint a római katolikus egyház.

### Házasság és emigráció
Öt hónap Tirol után ismét elhagyta a hadsereget a feletteseivel való nehézségek miatt. Édesanyjával együtt Zürichbe költözött, és 1896-ban, 24 évesen, apjától birtokba vette jelentős örökségét.
Zürichben feleségül vette ifjúkori szerelmét, Olga Steinert, akivel édesanyja halála után az Egyesült Államokba emigrált. Az átkelés során egy katasztrofális spekuláció révén Bettauer elvesztette egész vagyonát. Ő és Olga 1899-ig New Yorkban maradtak, ahol Olga színésznőként tűnt fel. Bár Bettauer megszerezte az amerikai állampolgárságot, nem talált munkát, így Berlinbe utaztak, ahol fiuk, Heinrich Gustav Hellmuth Bettauer született. (Fiukat Helmutnak hívták, és 1942-ben Auschwitzba szállították, ahol feltehetően meghalt.)
Berlinben Bettauer újságíróként dolgozott, és számos botrány leleplezésével szerzett hírnevet. Többek között egy ilyen botrány utóhatásaként írta meg az 1921-ben megjelent Bobbie című könyvet, amelyben egy gazdag és hatalmas gyermekrablóról írt.
1901-ben a Berliner Hoftheater korrupcióval vádolt igazgatójának öngyilkossága után Bettauert kiutasították a Porosz Királyságból. Ezután Münchenbe költözött, ahol a Die Elf Scharfrichter ("A tizenegy hóhér") kabaréban dolgozott, majd 1901 őszén Hamburgba ment, hogy a Küche und Keller ("Konyha és pince") szakkiadvány igazgatója legyen.

### Második házasság
Miután első házassága válással ért véget, Bettauer Hamburgban ismerkedett meg leendő második feleségével, Helene Müllerrel, aki akkor 16 éves volt. 1904-ben Amerikába szöktek. Az átkelés során összeházasodtak, és ugyanebben az évben megszületett fiuk, Reginald Parker Bettauer. New Yorkban Bettauer újságújságíróként dolgozott, és elkezdett sorozatregényeket írni újságkiadásra.
1910-ben visszatért Bécsbe, és a Neue Freie Presse-nél vállalt munkát. Amikor az első világháború elején a hadsereghez akart csatlakozni, amerikai állampolgárságára hivatkozva elutasították.
1918-ban egy hibás írógép okozta veszekedés után kirúgták a Neue Freie Presse-ből.

### A háború után
Közvetlenül a háború után Bettauer különböző New York-i lapok tudósítójaként dolgozott, és New Yorkban segélyprogramot indított a bécsiek számára. 1920-tól nagy mennyiségben készített regényeket, évente négy-öt regényt jelentetett meg. Társadalmi üzenetet hordozó krimikre specializálódott, amelyek rendkívül népszerűek voltak. Regényei népszerűségének másik oka az volt, hogy nemcsak Bécsben, hanem Berlinben és New Yorkban is játszódnak.

### Die Stadt ohne Juden
Legismertebb regénye a Die Stadt ohne Juden ("A város zsidók nélkül") volt 1922-ből, szatíra az antiszemitizmus égetően aktuális témájáról. A könyvben egy kitalált politikus elrendeli az összes zsidó kiutasítását Bécsből. Az egyik író megjegyezte, hogy "az ijesztően prófétikus jelenetekben Ausztria harminc raktáron álló marhavagont kölcsönöz a szomszédos országoktól, hogy segítse a zsidók és holmijaik kiűzését (keletre)." A könyvben a bécsi polgárok kezdetben a kiutasítást ünnepelték, de a hangulat megváltozott, ahogy a színházak csődbe mentek, az áruházak, szállodák és üdülőhelyek pedig szenvedtek. A gazdaság olyan mértékben hanyatlott, hogy a zsidók visszatérését követelő népmozgalom támadt. A zsidók hibáztatása nélkül a kormánypárt összeomlott; a kiutasítási törvényt hatályon kívül helyezték, és a zsidókat visszafogadták Bécsbe.
A Die Stadt ohne Juden az első évben 250 000 példányban kelt el, és Bettauer egyik legvitatottabb műve lett, amivel nagy tisztelőket és elkeseredett ellenségeket is szerzett magának. A náci szimpatizánsok megtámadták Bettauert és munkásságát, és „vörös költőnek” és „az ifjúság megrontójának” titulálták.

### Oknyomozó újságírás és egyéb munka
Mindezek mellett Bettauer létrehozta a Bettauers Wochenschrift című hetilapot, amely progresszív, hogy ne mondjam provokatív tartalmával rendszeresen vitákat váltott ki. Akárcsak az Egyesült Államokban, ő is kihasználta a sorozatregény koncepcióját.
Sokkal rövidebb életű vállalkozás volt egy másik hetilap, az Er und Sie. Wochenschrift für Lebenskultur und Erotik ("Ő és ő. Életmód és erotika hetilap"), amelyet Bettauer 1924-ben indított Rudolf Oldennel együtt; öt szám után beszüntették.
Az idők folyamán Bettauer munkái jelentős megtérülést hoztak számára a színpadi és filmjogok terén, mivel pikáns és gyakran ellentmondásos tartalmaik népszerűvé tették őket az adaptáció szempontjából.
Így nemcsak az egyik legvitatottabb, hanem korának egyik legsikeresebb írója is volt. A Die freudlose Gasse (G. W. Pabst, 1925) filmváltozatában Greta Garbo debütált a nemzetközi vásznon, az 1924-ben Hans Karl Breslauer rendezésében forgatott Stadt ohne Judenben pedig Hans Moser és Ferdinand Maierhofer is szerepeltek.
Bettauer "oknyomozó újságírása" és a szexuális nyitottság és felszabadulás melletti álláspontja miatt többször is nyilvános vita tárgya volt. Ellenfelei megpróbálták lejáratni őt, mint "aszfalt-literátort" (Asphaltliterat) – ezt a kifejezést a tradicionalisták és a nácik használták az írók és írások kritizálására, amiért elhagyták a német hazájukat. Idővel a konfliktus kiéleződött: Bettauert nyilvánosan szidalmazták, újságját elkobozták, és végül jogi eljárást indítottak ellene; aminek egy mellékhatása a nyilvános fenyegetés és a meggyilkolására való felszólítás volt. Meglepő módon Bettauert felmentették; lapjának ezt követő kiadása elérte a 60 000 példányt, ami a korszak hetilapjai között valaha volt legmagasabb; 1925 márciusában komolyan fontolóra vették a bővítését.

### Halála

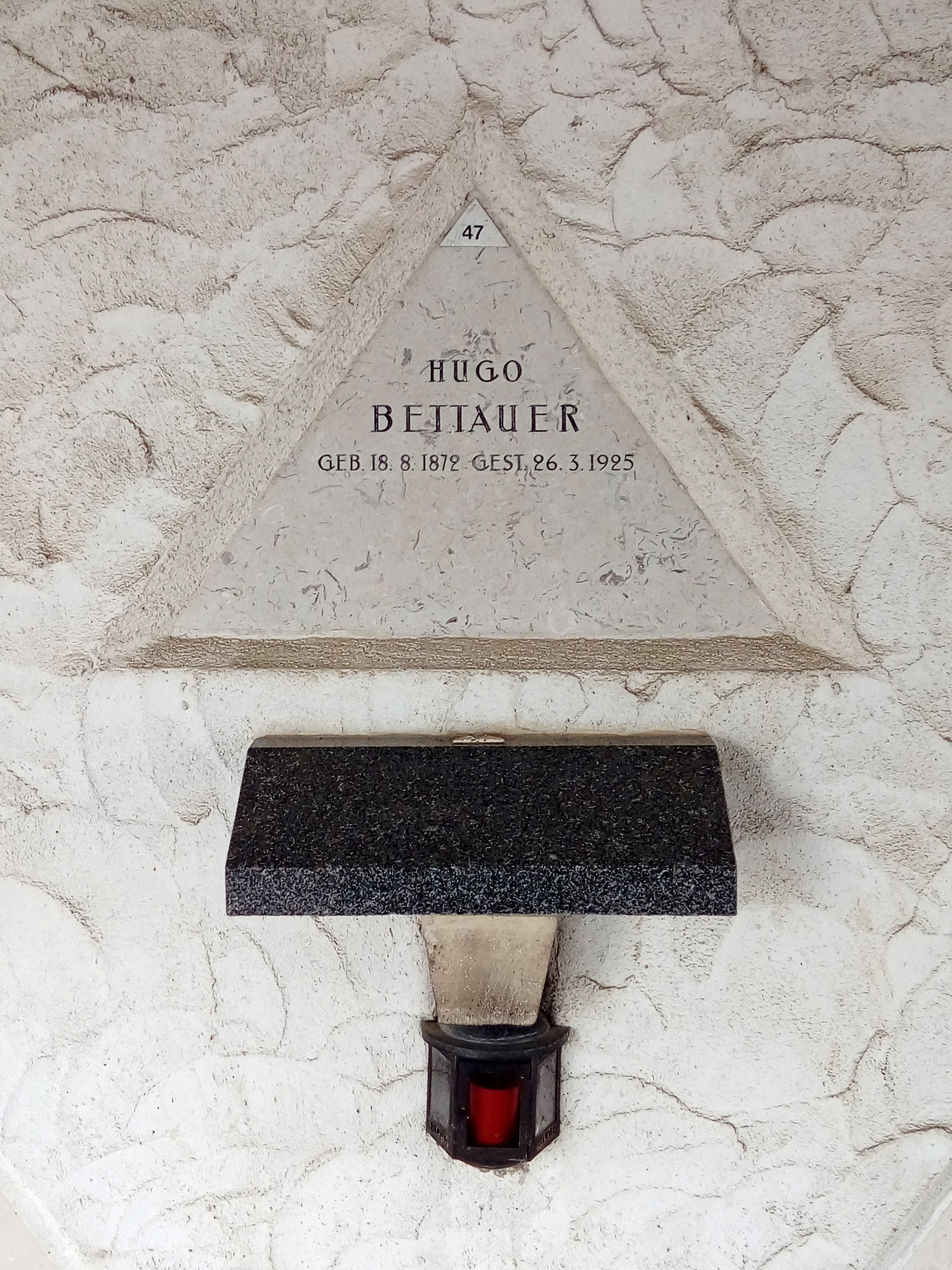
Hugo Bettauer sírja

A nácik Bettauert "vörös költőnek" és "az ifjúság megrontójának" bélyegezték, egy osztrák párttag pedig cikksorozatot tett közzé, amelyben "radikális önsegélyre" és "igazságtételre szólított fel népünk minden szennyezője ellen". 1925. március 10-én egy Otto Rothstock nevű fogtechnikus többször meglőtte Bettauert. Súlyos sérülésekkel a bécsi kórházba szállították, és 1925. március 26-án meghalt. A Feuerhalle Simmeringben hamvasztották el, ahol a hamvait is eltemették.

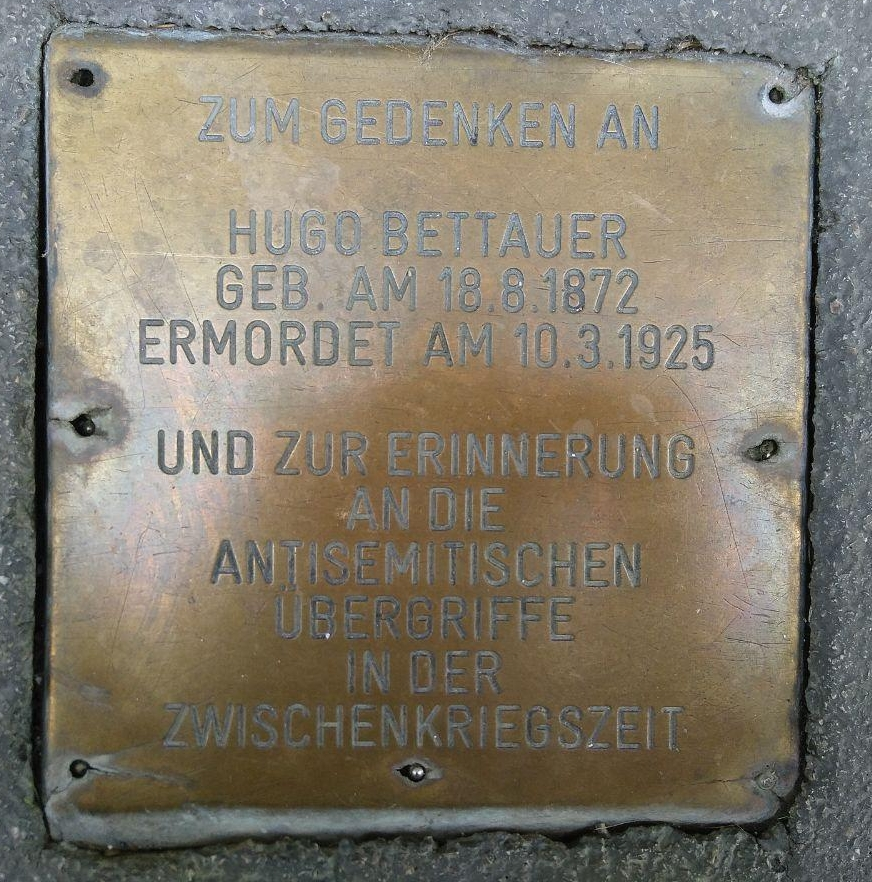
Hugo Bettauer botlatóköve: Lange Gasse 5-7, 1080 Bécs, Ausztria.

Halála előtt is heves viták folytak, egészen a fizikai erőszakig a Wiener Gemeinderatban (Bécsi Városi Tanács) a támadó indítékai miatt. Rothstock fenntartotta, hogy állást akar foglalni egy olyan szerző állítólagos erkölcstelensége ellen, aki szexuális és liberális írásaival vált híressé. Megállapítást nyert azonban, hogy a támadás előtt Rothstock a nemzetiszocialista párt tagja volt, és bár 1925 márciusára ismét kilépett belőle, Bettauer halála után a nácikkal szoros kapcsolatban álló ügyvédek és barátok támogatták. Általánosan elfogadott, hogy meggyilkolása mögött Bettauernek az antiszemitizmussal szembeni kiemelkedő kritikája állt, amelyet különösen a Stadt ohne Juden című nagy horderejű könyv és film tartalmaz. A bíróság elrendelte, hogy Rothstockot pszichiátriai klinikára küldjék, amelyet 18 hónappal később szabad emberként hagyott el.

## Válogatott művei

### Főbb regények
- Im Banne von New York, 1907
- Im Kampf ums Glück, 1907 (reprint 1926)
- Auf heißem Boden, 1907
- Im Schatten des Todes, 1907 (reprint 1925)
- Aus den Tiefen der Weltstadt, 1907
- Faustrecht, 1919
- Hemmungslos, 1920 (reprint 1988)
- Bobbie auf der Fährte, 1921 (reprint 1926 "Bobbie oder die Liebe eines Knaben" címmel)
- Die drei Ehestunden der Elizabeth Lehndorff, 1921
- Der Frauenmörder, 1922
- Der Herr auf der Galgenleiter, 1922
- Das blaue Mal, 1922
- Die Stadt ohne Juden, 1922 (újra kiadva 1988, 1996)
- Der Kampf um Wien, 1922/23 (rövidített kiadás Ralph und Hilde címen, 1926)
- Die lustigen Weiber von Wien, 1924
- Gekurbeltes Schicksal, 1924
- Die freudlose Gasse, 1924 (újra kiadva 1988)
- Das entfesselte Wien, 1924
- Die schönste Frau der Welt, 1924
- Memoiren eines Hochstaplers, 1924
- Kampf ums Glück, 1926
- Gesammelte Werke in sechs Bänden ("Összegyűjtött művek hat kötetben"), Salzburg, 1980 (tartalma: Kampf um Wien/Das entfesselte Wien/Die freudlose Gasse/Die Stadt ohne Juden/Faustrecht/Hemmungslos)

### Novellák
- Der Tod einer Grete und andere Novellen, 1926
- Geschichten aus dem Alltag, 1926

### Színdarabok
- Die Stadt ohne Juden (with Hans Saßmann), 1922
- Die blaue Liebe (with Klemens Weiß-Clewe), 1924

### Újságok / folyóiratok
- Er und Sie, 14 February – 13 March 1924
- Bettauers Wochenschrift 15 May 1924 – 26 August 1927
- Der Bettauer Almanach für 1925, 1925

### Magyarul
- Nagyváros zsidók nélkül (Die Stadt ohne Juden) – Világirodalom, Budapest, 1925 · Fordította: Halmay Elemér
- Asszonyfaló (Der Frauenfresser) – Nova Irodalmi Intézet, Budapest, 1926 · Fordította: Forró Pál
- Aki három óráig volt asszony – Nova Irodalmi Intézet, Budapest, 1926 · Fordította: Fülöp Zsigmond
- Asszonyvásár – Világirodalom, Budapest, 1926 · Fordította: Ujhelyi Nándor
- Bánatos ucca (Die freudlose Gasse) – Dick Manó, Budapest, 1924 · Fordította: Somlyó Zoltán
- Elszabadult erkölcsök (Das entfesselte Wien) – Világirodalom, Budapest, 1926 · Fordította: Péntek György
- A fekete hétfő – Nova Irodalmi Intézet, Budapest, 1926 · Fordította: Forró Pál
- Fokról fokra – Nova Irodalmi Intézet, Budapest, 1927 · Fordította: Rónay Mária
- A kalandor – Nova Irodalmi Intézet, Budapest, 1926 · Fordította: Forró Pál
- A kitaszított (Das blaue Mal) – Világirodalom, Budapest, 1926 · Fordította: Majthényi György
- Lelkiismeret nélkül (Hemmungslos) – Nova Irodalmi Intézet, Budapest, 1926 · Fordította: Forró Pál
- Ököljog (Faustrecht) – Nova Irodalmi Intézet, Budapest, 1926 · Fordította: Fazekas Sándor
- A vérző szerelmes (Schatten des Todes) – Otthon, Budapest, 1926 · Fordította: Wiesner Juliska
- A világ leggazdagabb embere – Nova Irodalmi Intézet, Budapest, 1927 · Fordította: Balla Mihály
- Lilike nyomában – Nova Irodalmi Intézet, Budapest, 1926 · Fordította: Forró Pál
- Egy világváros mélységeiből (Aus den Tiefen der Weltstadt) – Nova Irodalmi Intézet, Budapest, 1927 · Fordította: Fülöp Zsigmond
- Nagyváros zsidók nélkül (Die Stadt ohne Juden) – GLM Unió, Budapest, 1997 · ISBN 963049177X · Fordította: Radnóti Zoltán

## Film adaptaációk
- Faustrecht', Germany/Austria 1922, rendező: Karl Ehmann(wd)
- Die schönste Frau der Welt,  1924, rendező: Richard Eichberg(wd)
- Die Stadt ohne Juden, 1924, rendező: Hans Karl Breslauer(wd)
- [https://www.imdb.com/title/tt0015531/ Das Abenteuer der Sybille Brant / Der Frauenmörder, 1925, rendező: Carl Froelich(wd)
- Die freudlose Gasse, 1925, rendező: Georg Wilhelm Pabst, with Greta Garbo
- Der Bankkrach unter den Linden, 1926, rendező: Paul Merzbach(wd)
- Andere Frauen, Austria 1928, director: Heinz Hanus(wd)
- La rue sans joie, 1938, rendező: André Hugon(wd)

## Fordítás
- Ez a szócikk részben vagy egészben  a   Hugo Bettauer című angol Wikipédia-szócikk fordításán alapul.  Az eredeti cikk szerkesztőit annak laptörténete sorolja fel. Ez a jelzés csupán a megfogalmazás eredetét és a szerzői jogokat jelzi, nem szolgál a cikkben szereplő információk forrásmegjelöléseként.